# Schitt's Creek
Schitt's Creek (gestyled als Schitt$ Creek) is een Canadese sitcom gemaakt door Eugene en Dan Levy en verscheen op CBC van 13 januari 2015 tot 7 april 2020.
De serie gaat over de familie Rose die vroeger in weelde baadde, maar nadat ze dit alles verliezen naar het dorpje Schitt’s Creek, dat ze ooit als grap kochten, moeten verhuizen. Ze wonen in een motel en moeten zich aanpassen aan het leven zonder geld, en op elkaars lip. De serie werd eerst verkocht aan het Canadese CBC en ook aan het Amerikaanse Pop TV om zo de nodige fondsen rond te krijgen. De eerste seizoenen had de serie een beperkt succes, maar nadat de serie na het derde seizoen op de Amerikaanse Netflix verscheen, werd het een groot succes. De serie won ook al vele prijzen, waaronder ook Emmy Awards, wat geen sinecure is voor een niet-Amerikaanse serie. Voor het zesde en laatste seizoen werd de serie voor maar liefst vijftien Emmy’s genomineerd, wat een record is voor een laatste seizoen van een komische serie. Bij de 72e Primetime Emmy Awards was het de eerste serie die de zeven belangrijkste prijzen won (Beste serie, script, regie, mannelijke en vrouwelijke hoofdrol en bijrol). Ze verbrak ook het nog maar twee jaar oude record van The Marvelous Mrs. Maisel met de meeste Emmy’s in één jaar.

## Rolverdeling
Legenda
 = Hoofdrol
 = Bijrol
 = Gastrol
 = Geen rol
| Acteur/Actrice     | Personage      | S1 | S2 | S3 | S4 | S5 | S6 |
| ------------------ | -------------- | -- | -- | -- | -- | -- | -- |
| Eugene Levy        | Johnny Rose    | 13 | 13 | 13 | 13 | 14 | 14 |
| Catherine O'Hara   | Moira Rose     | 13 | 13 | 13 | 13 | 14 | 14 |
| Dan Levy           | David Rose     | 13 | 13 | 13 | 13 | 14 | 14 |
| Annie Murphy       | Alexis Rose    | 13 | 13 | 13 | 13 | 14 | 14 |
| Chris Elliott      | Roland Schitt  | 11 | 11 | 12 | 12 | 14 | 14 |
| Jennifer Robertson | Jocelyn Schitt | 12 | 10 | 11 | 11 | 9  | 10 |
| Emily Hampshire    | Stevie Budd    | 13 | 13 | 12 | 12 | 14 | 14 |
| Tim Rozon          | Mutt Schitt    | 11 | 7  | 1  | 1  |    |    |
| Sarah Levy         | Twyla Sands    | 12 | 12 | 7  | 9  | 10 | 12 |
| John Hemphill      | Bob Currie     | 5  | 6  | 6  | 5  | 4  | 3  |
| Karen Robinson     | Ronnie Lee     | 7  | 6  | 8  | 7  | 7  | 10 |
| Dustin Milligan    | Ted Mullens    | 8  | 6  | 9  | 7  | 8  | 3  |
| Noah Reid          | Patrick Brewer |    |    | 5  | 10 | 12 | 12 |